# Tom Schreiber

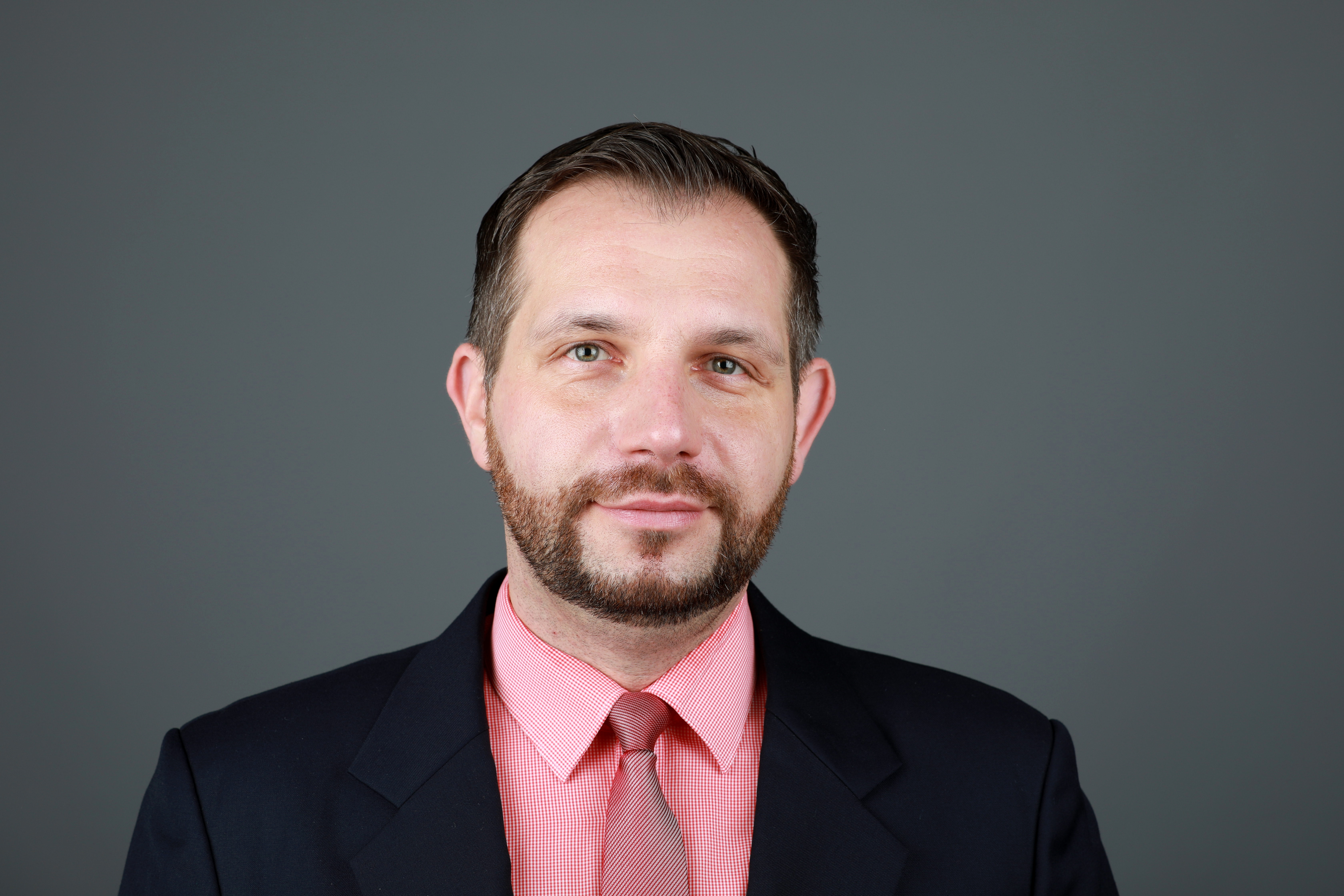
Tom Schreiber (2017)

Tom Schreiber (* 27. Oktober 1978 in Berlin-Buch) ist ein deutscher Politiker der SPD. Er war von 2006 bis 2023 Mitglied im Abgeordnetenhaus von Berlin.

## Leben
Nach dem Abitur im Jahr 1999 leistete Schreiber seinen Wehrdienst in Hannover ab und begann danach eine Ausbildung zum Groß- und Außenhandelskaufmann, die er aus persönlichen Gründen abbrach. In den Jahren 2001 bis 2014 absolvierte er ein Studium der Erziehungswissenschaft und Politikwissenschaft an der Universität Potsdam, welches er mit dem akademischen Grad Magister Artium abschloss.

## Partei
Schreiber trat im Jahr 1999 der SPD bei und war 2000 bis 2001 Bürgerdeputierter im Ausschuss für Bauen, Wohnen, Verkehr und Stadtplanung im Berliner Bezirk Treptow-Köpenick. 2001 bis 2006 war er Bezirksverordneter im Bezirk Treptow-Köpenick und jugendpolitischer Sprecher der SPD-Fraktion. Seit 2004 ist er stellvertretender Vorsitzender der Abteilung Köpenick Nord der SPD. In den Jahren 2005 bis 2012 war er Beisitzer im Kreisvorstand der SPD Treptow-Köpenick für die Themen Demokratie und Extremismus. Schreiber gehörte im Juni 2006 zu den Erstunterzeichnern für die Etablierung des damals neuen pragmatischen Flügels „Aufbruch Berlin“ innerhalb der Berliner SPD. Der „Aufbruch Berlin“ verstand sich „als diejenige Gruppierung innerhalb der Berliner SPD, die die sozialdemokratische Reformdebatte voranbringen will. Wir fühlen uns gerade denjenigen verbunden, die einen pragmatischen und undogmatischen Ansatz sozialdemokratischer Politik folgen.“ Schreiber zog sich dort Ende 2011 zurück und gehört seither dem rechten Parteiflügel an. Der „Aufbruch Berlin“ tritt seit 2012 nicht mehr aktiv in Erscheinung.

## Abgeordneter
Tom Schreiber wurde im September 2006 im Bezirk Treptow-Köpenick als Direktkandidat des Wahlkreises Treptow-Köpenick 5 in das Abgeordnetenhaus von Berlin gewählt und im September 2011 als Direktkandidat wiedergewählt. Seit 2006 ist er Sprecher der SPD-Fraktion für Verfassungsschutz und seit 2011 zusätzlich Sprecher für Queer-Politik. Schreiber ist Mitglied im Ausschuss für Verfassungsschutz, Ausschuss für Gesundheit und Soziales, Ausschuss für Kulturelle Angelegenheiten, Ausschuss für Inneres, Sicherheit und Ordnung und in der G10-Kommission. Außerdem ist er Mitglied im Kuratorium der Hochschule für Technik und Wirtschaft Berlin.
In der Debatte um „Schlabberlook“ der Piraten in den Landesparlamenten sorgte in Berlin der Abgeordnete Fabio Reinhardt mit einem Stilbruch für Aufsehen. Er erschien zu einer Sondersitzung des Innenausschusses in beigefarbenen Shorts. Prompt fing er sich eine Beschwerde von Tom Schreiber ein. „Seitdem die Piraten da sind, verfallen die optischen Sitten, das ist unwürdig.“
Bei der Abgeordnetenhauswahl 2016 und der Abgeordnetenhauswahl 2021 wurde er erneut in direkter Wahl ins Parlament gewählt.
Nach der Wiederholungswahl 2023 schied Schreiber aus dem Parlament aus.

## Mitgliedschaften in Vereinigungen
Nach seiner Wiederwahl im September 2011 trat er als Fördermitglied dem Verein lesbischer und schwuler Polizeibediensteter Berlin-Brandenburg (VelsPol BB e. V.) bei. Des Weiteren ist er Mitglied im Müggelheimer Heimatverein e. V., Heimatverein Köpenick e. V., The International Opera Club e. V., Freunde und Förderer der Staatsoper Unter den Linden, der Sozialdemokratische Gemeinschaft für Kommunalpolitik e. V. und der Gewerkschaft ver.di.

## Politische Themensetzung
Tom Schreiber befasst sich seit 2006 inhaltlich mit dem Rechtsextremismus (NPD, DVU, Freie Kräfte, DVU, PRO-Bewegung), Linksextremismus („Autonome“, „Antifaschistische Linke Berlin“), Salafismus und dem Islamistischen Terrorismus („Al-Qaida“, „Ansar al-Islam“). Er unterstützt das Intensivtäter- und Schwellentäterkonzept und Initiativen gegen Gewalt („Stark ohne Gewalt“, „Stopp Tokat“). Darüber hinaus engagierte er sich bei der Einrichtung der Leitstelle für Sektenfragen („Scientology“).
Als Reaktion auf Pannen bei den Ermittlungen zum rechtsextremistischen Terrornetzwerk Nationalsozialistischer Untergrund hat Bundesinnenminister Hans-Peter Friedrich (CSU) einen Zusammenschluss von Verfassungsschutzämtern der Länder ins Spiel gebracht. Die Bundesländer Berlin und Brandenburg lehnen dies jedoch ab. Schreiber sprach sich dafür aus, nicht vorschnell Denkverbote aufzubauen, sondern die Konsequenzen der parlamentarischen Untersuchungsausschüsse des Bundes und der Länder in Sachen Nationalsozialistischer Untergrund abzuwarten. „Berlin und Brandenburg haben nicht nur eine geografische Nähe, sondern auch eine inhaltliche Nähe beispielsweise beim Thema Rechtsextremismus“, sagte Schreiber unter Hinweis auf grenzüberschreitende Aktivitäten von Rechtsextremisten.
In Reaktion auf die zunehmende Gewalt durch Neonazis in Treptow-Köpenick forderte Schreiber eine Null-Toleranz-Strategie. Die Exekutive müsse mehr Bereitschaftspolizei postieren und stadtbekannte Neonaziläden öfter kontrollieren. „Der Kontrolldruck muss spürbar sein, Tag und Nacht.“
Seit dem Jahr 2012 befasst sich Schreiber auch mit dem Komplex der Rocker-Kriminalität in Berlin und im Bund. Dabei tritt er für die Konzeption eines staatlichen Aussteigerprogramms ein. Einen Schwerpunkt sieht er zusätzlich in der tiefergehenden Analyse der konkreten wirtschaftlichen Aktivitäten der Rocker-Szene. Geklärt werde müsse etwa, wie stark die Rocker auch in legale Geschäftsfelder investieren.

## Schwul-lesbische „Regenbogenbrücke“ Berlin-Tel Aviv
Am Abend des 1. August 2009 betrat eine vermummte Person die Kellerräume der „Gay and Lesbian Association“ (Agudah) in Tel Aviv und schoss ohne Vorwarnung auf junge Lesben und Schwule, die sich dort aufhielten. Zwei junge Menschen starben, dreizehn weitere wurden zum Teil schwer verletzt, viele weitere Mitarbeiter des Zentrums und Zeugen, die den Verletzten zu Hilfe kamen, wurden ebenfalls traumatisiert. Auf Initiative von Schreiber, der Jüdischen Gemeinde und dem Berliner schwulen Anti-Gewalt-Projekt Maneo wurde das Projekt Regenbogenbrücke aus der Taufe gehoben. Es will eine Brücke zwischen den lesbischschwulen Szenen in Tel Aviv, Berlin, Potsdam und Köln ganz im Zeichen einer Stärkung des gegenseitigen Austausches, Verständigungsprozesses und Solidarität bauen. Vertreter der Tel Aviver Polizei und Stadtverwaltung sowie junge Schwule und Lesben aus der israelischen Stadt am Mittelmeer wurden im Jahr 2010 nach Berlin und Köln eingeladen. Im Jahr 2011 kam es zum Gegenbesuch einer Delegation aus Berlin und Köln nach Tel Aviv, unter ihnen eine parteiübergreifende Delegation des Berliner Abgeordnetenhauses.

## Ehrungen
- Ehrenzeichen des Landesfeuerwehrverbandes Berlin in Silber 2012
- Deutsche Feuerwehr-Ehrenmedaille 2016